# Graciela Mandujano
Graciela Mandujano, född 1902, död 1984, var en chilensk aktivist och feminist. Hon var en pionjärfigur inom den chilenska kvinnorörelsen. 
Hon deltog som Chiles delegat i Pan-American Conference of Women 1922. Hon grundade 1935 Movimiento Pro-Emancipación de las Mujeres de Chile, för att verka för kvinnors rättigheter,